# Palais de Tunis

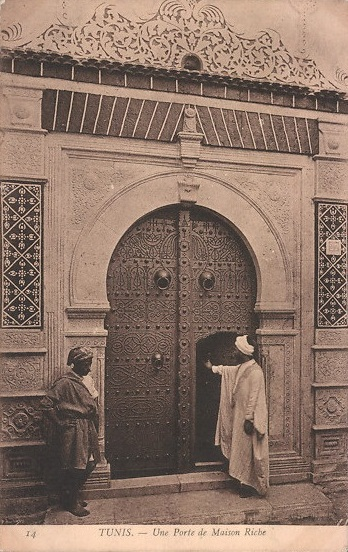
Porte du Dar Balma, l'un des palais de Tunis

Les palais de Tunis sont pour beaucoup considérés comme des monuments historiques.

## Localisation
Ces palais, localisés dans la médina de Tunis, étaient habités par des hommes politiques, de riches habitants ainsi que des notables de la ville.

## Histoire
La plupart de ces palais ont été construits durant le XIXe siècle, comme le palais Saheb Ettabaâ, et les plus anciens durant le XVIIIe siècle, comme le Dar Lasram.

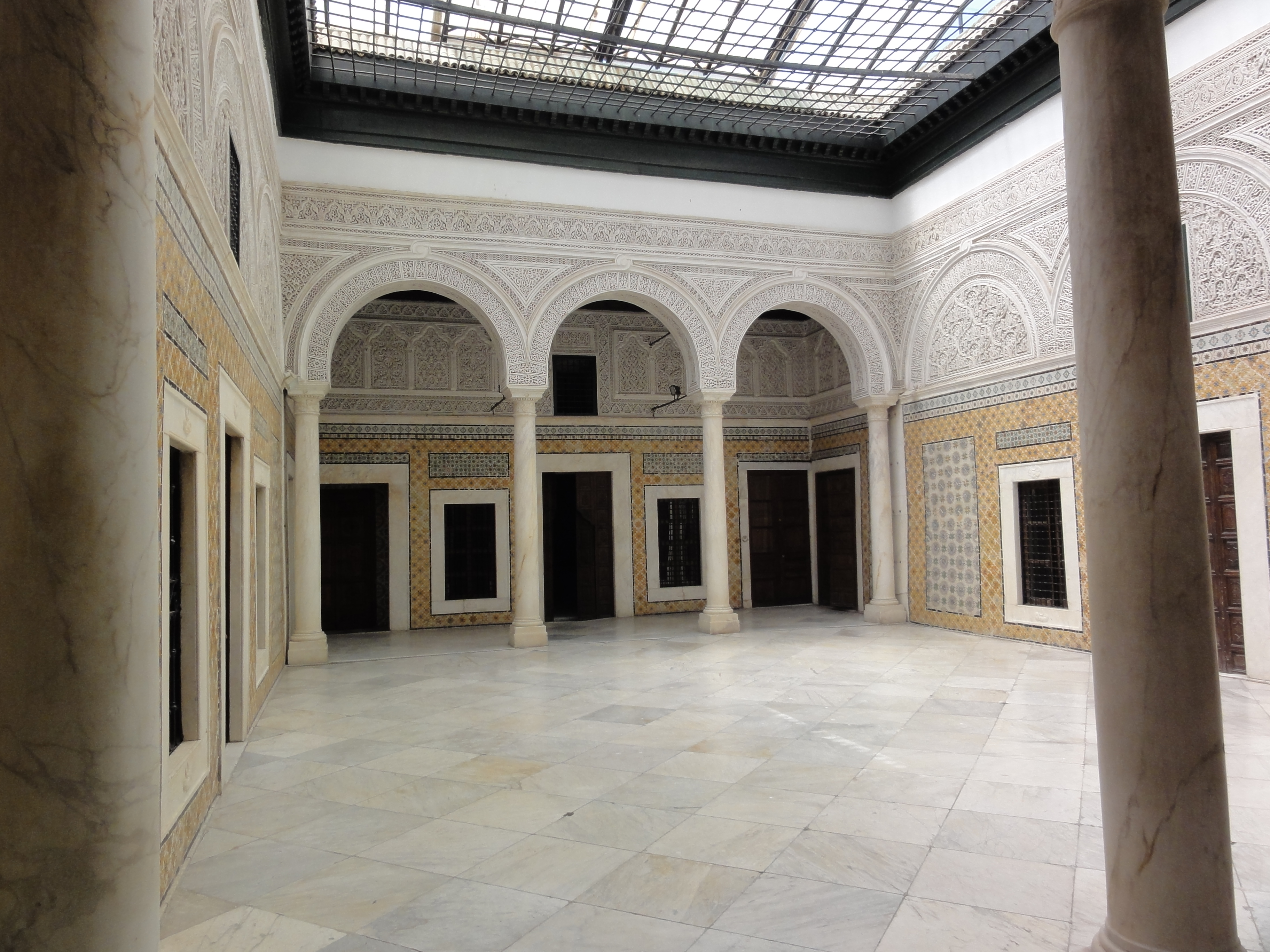
Dar Lasram
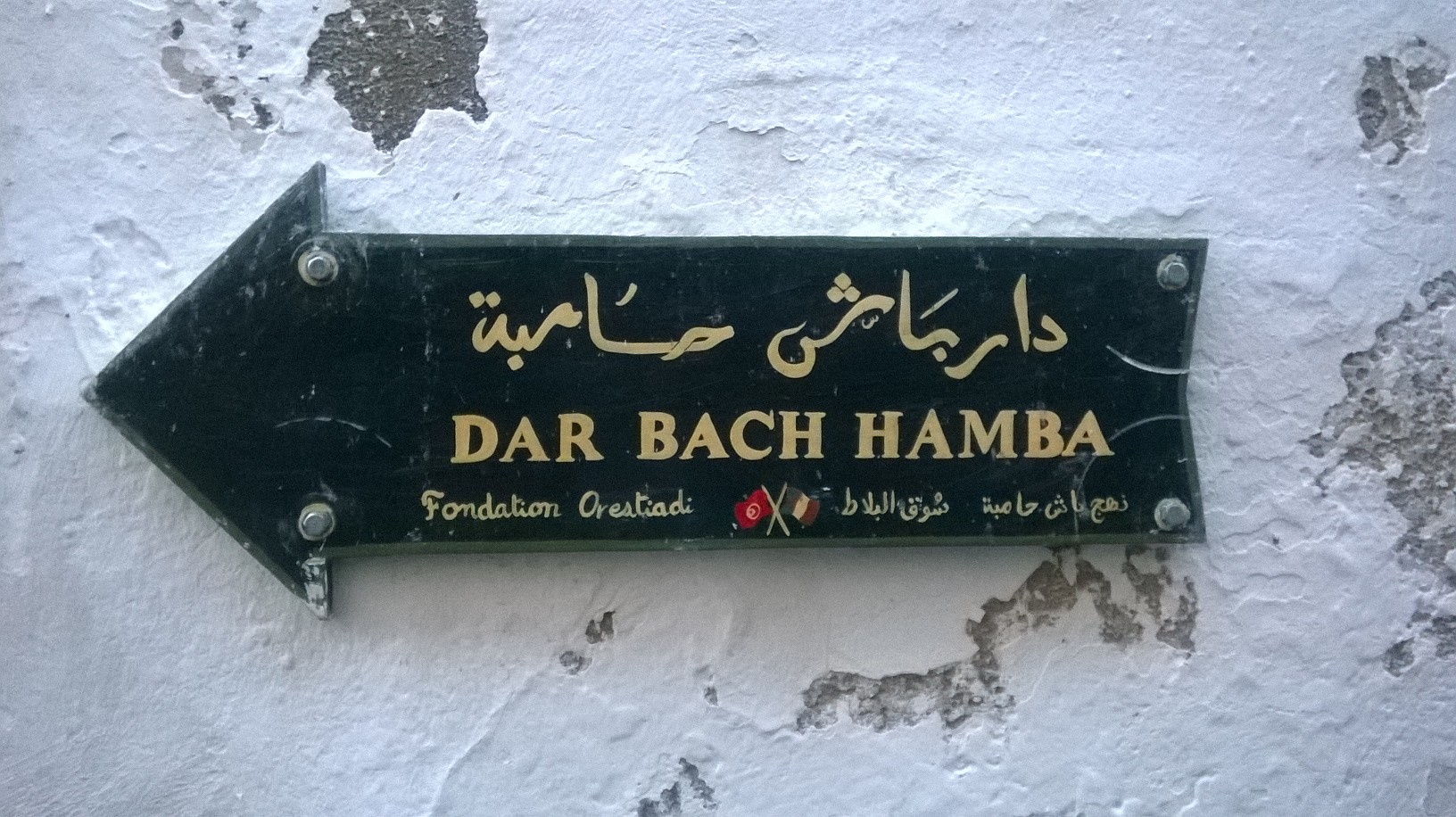
Dar Bach Hamda
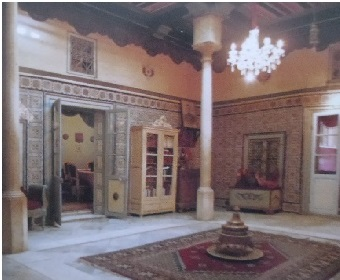
Dar Djellouli
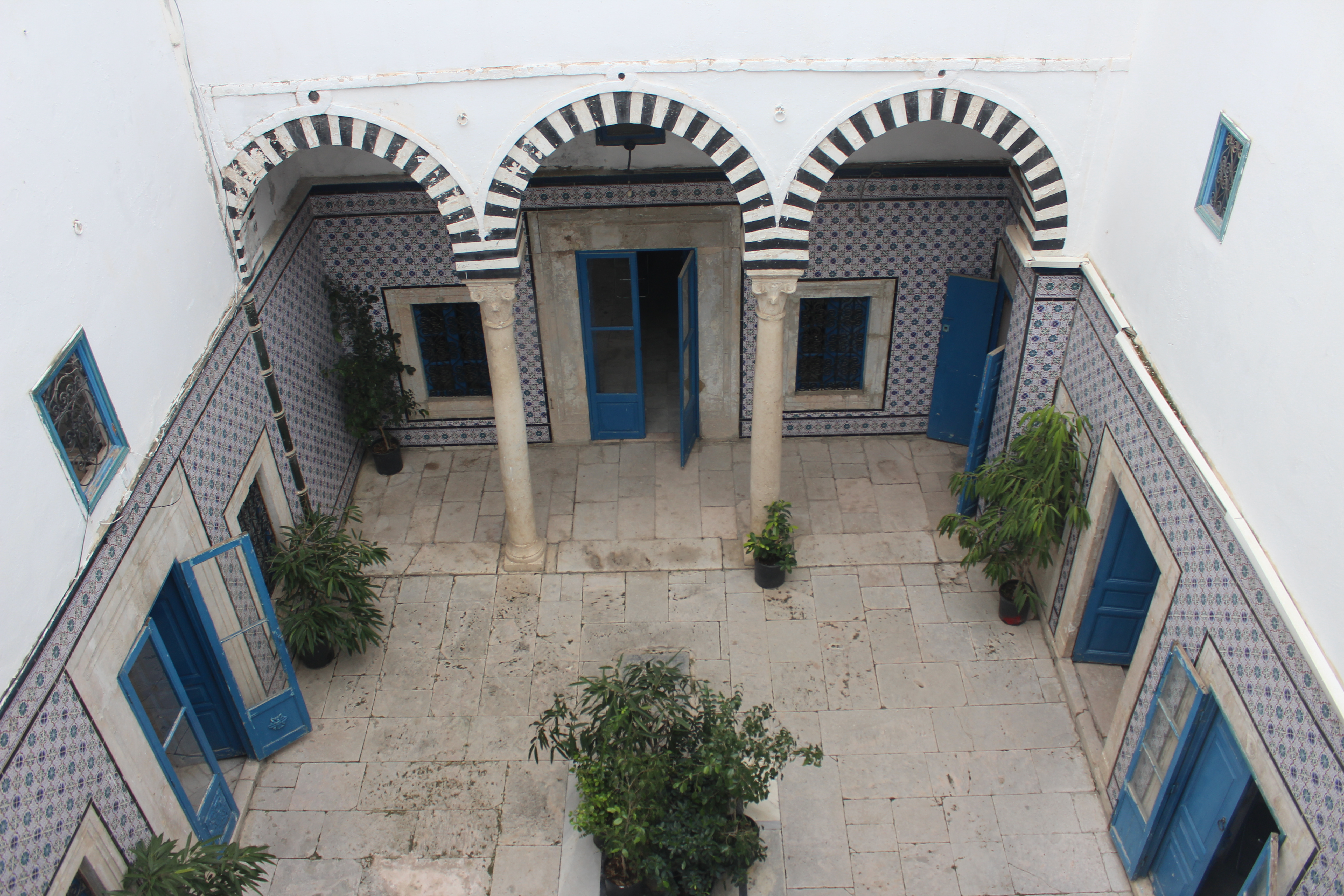
Dar Ben Achour
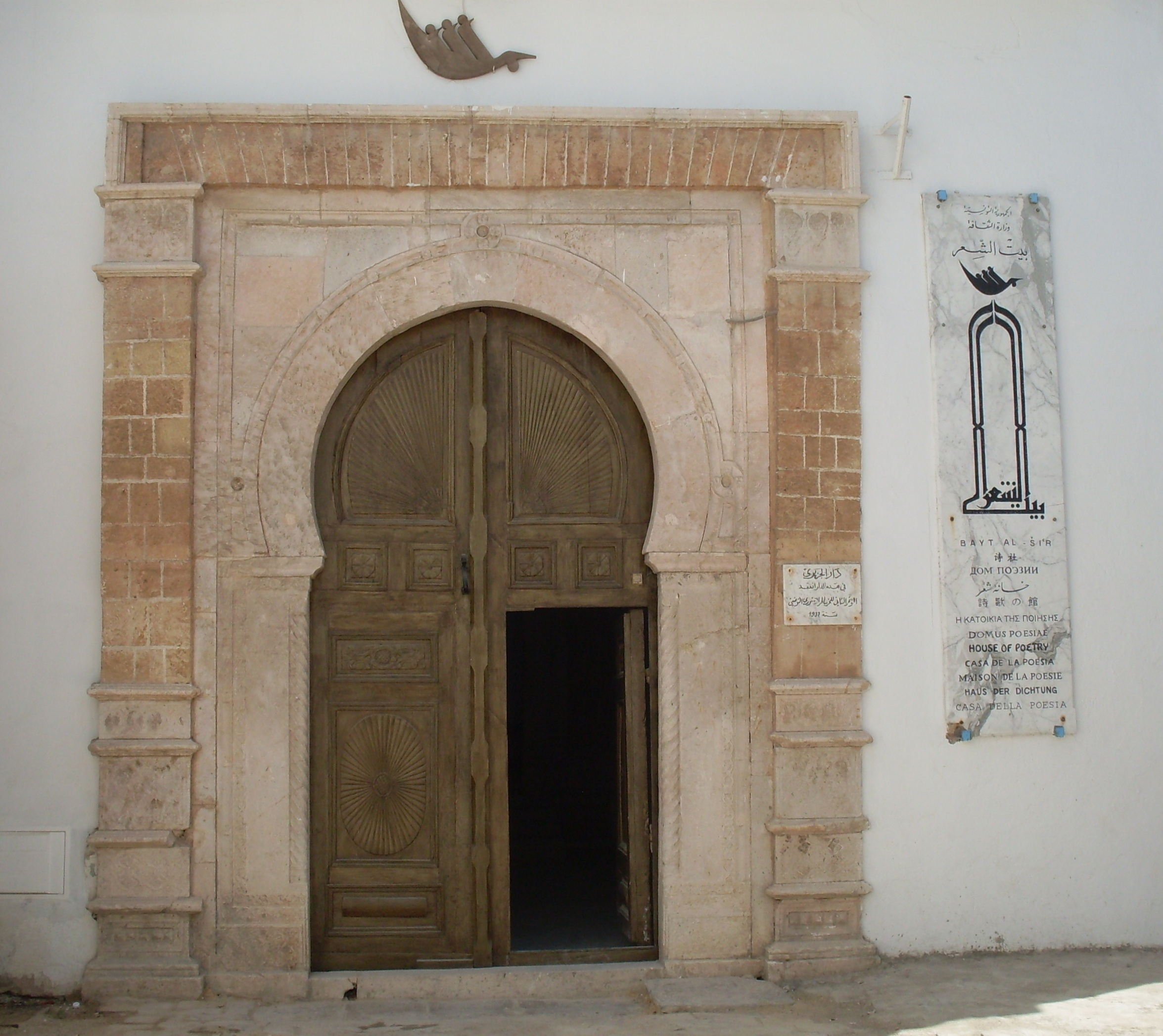
Dar Al Jaziri